# Contea di Bo'ai
La contea di Bo'ai (博爱县S, Bó'ài XiànP) è una contea della Cina, situata nella provincia di Henan e amministrata dalla prefettura di Jiaozuo.